# Anoba
Anoba is een geslacht van vlinders van de familie spinneruilen (Erebidae).

## Soorten
- A. angulilinea (Holland, 1894)
- A. atriplaga (Walker, 1858)
- A. atripuncta (Hampson, 1902)
- A. biangulata (Walker, 1869)
- A. carcassoni Berio, 1971
- A. columnaris Warren, 1912
- A. cowani Viette, 1966
- A. disjuncta (Walker, 1865)
- A. dujardini Viette, 1970
- A. endophaea Hampson, 1926
- A. excurvata Gaede, 1939
- A. firmalis Guenée, 1854
- A. flavilinea Hampson, 1926
- A. glyphica (Bethune-Baker, 1911)
- A. gobar Druce, 1898
- A. haga Schaus, 1912
- A. hamifera (Hampson, 1902)
- A. herceus Schaus, 1914
- A. jaculifera (Holland, 1894)
- A. kampfi Berio, 1971
- A. ligondesi Viette, 1970
- A. lunifera Hampson, 1894
- A. malagasy Viette, 1970
- A. mexicana Walker, 1865
- A. microloba Hampson, 1926
- A. microphaea Hampson, 1926
- A. muffula Guenée, 1852
- A. nigribasis (Holland, 1894)
- A. noda Swinhoe, 1899
- A. ovalis Rothschild, 1917
- A. pectinata Hampson, 1896

- A. phaeotermesia Hampson, 1926
- A. piriformis Gaede, 1939
- A. plumipes (Wallengren, 1860)
- A. polyspila Walker, 1865
- A. praeusta Herrich-Schäffer, 1868
- A. remota (Druce, 1887)
- A. rigida Swinhoe, 1895
- A. rufitermina Hampson, 1926
- A. serpens Schaus, 1914
- A. sinuata (Fabricius, 1775)
- A. socotrensis Hampson, 1926
- A. subatriplaga Fletcher & Viette, 1955
- A. suffusa Hampson, 1924
- A. suggesta Walker, 1858
- A. tessellata Moore, 1867
- A. triangularis (Warnecke, 1938)
- A. triangulifera Dognin, 1912
- A. trigonoides Walker, 1858
- A. trigonosema (Hampson, 1916)
- A. turlini Viette, 1970
- A. uncifera Hampson, 1926
- A. viossati Viette, 1970
- A. voissati Viette, 1970